# Get Away (canción de Chvrches)
«Get Away» es una canción de la banda de synthpop escocesa Chvrches, lanzado como sencillo independiente el 17 de noviembre de 2014. Posteriormente, la canción fue incluida en la edición deluxe de su segundo álbum, Every Open Eye

## Lista de canciones
Todas las canciones escritas y compuestas por Chvrches. 
| N.º | Título     | Duración |  |
| 1.  | «Get Away» | 4:39     |  |